# لی اون هه
لی اون هه (کره‌ای: 이은혜؛ زادهٔ ۲ مهٔ ۱۹۹۵) ورزشکار تنیس روی میز اهل چین است. او به عنوان نماینده تنیس روی میز. زنان کره جنوبی در بازی‌های المپیک تابستانی ۲۰۲۴، برندهٔ ۱ مدال برنز شده است.